# Saint Paul University

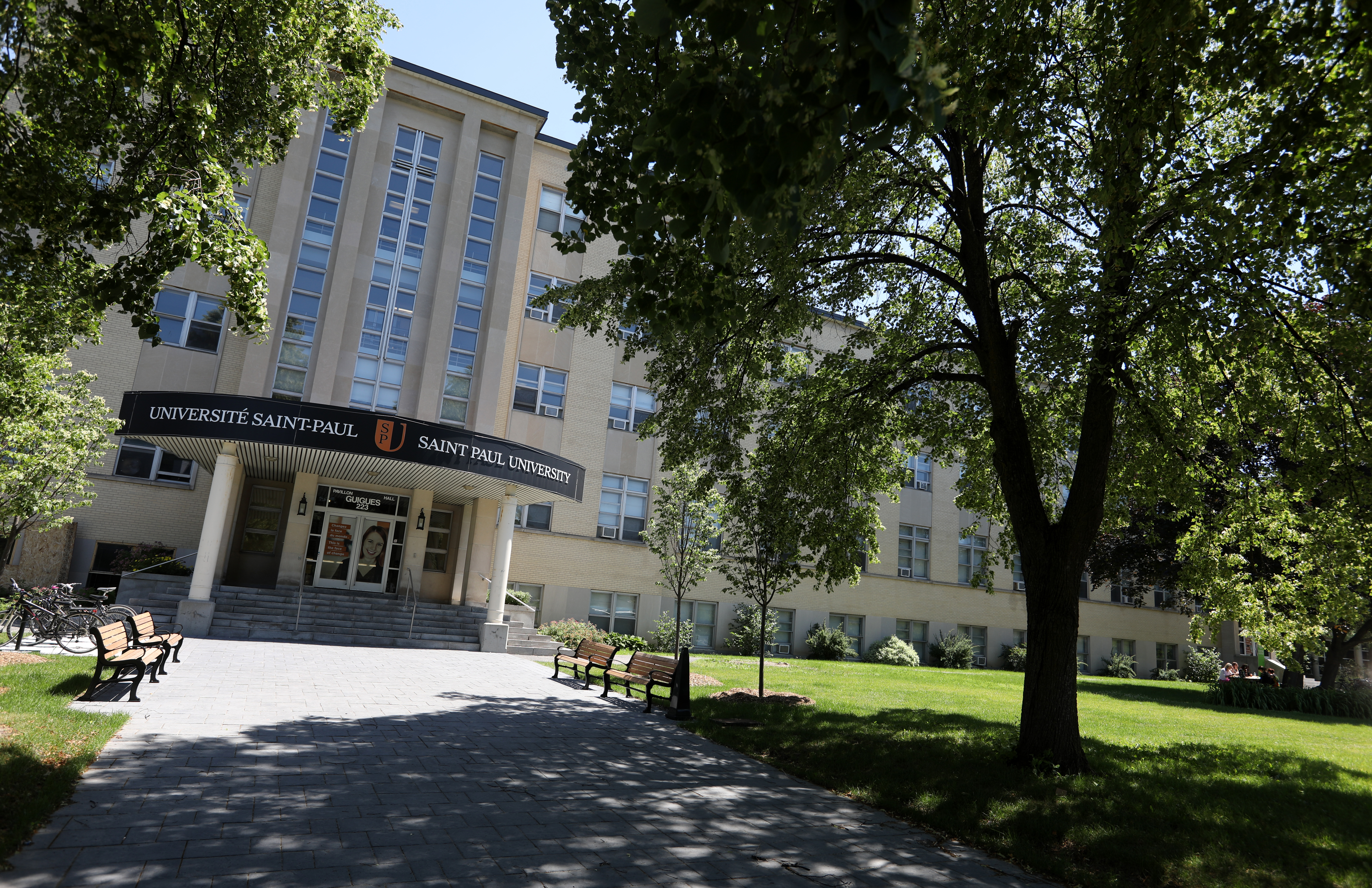
Saint Paul University (2017)

Die Saint Paul University (französisch: Université Saint-Paul) ist eine Päpstliche Universität in Ottawa, der Bundeshauptstadt Kanadas.
Die 1848 gegründete Universität ist eine römisch-katholische Universität mit etwa 1000 Studenten. Sie hat Fakultäten für Kirchenrecht, Humanwissenschaften, Philosophie sowie Theologie und lehrt in Englisch und Französisch.